# Острието
Адам Джоузеф Коупланд е канадски професионален борец и актьор. Понастоящем е подписан с AEW, където се бие с истинското си име.

## Кариера в Световната федерация по кеч
В начало на кариерата си той основава заедно с Крисчън доста успешен отбор, който печели 7 пъти отборните титли. По-късно Острието печели тази титла още няколко пъти с Рей Мистерио, Хълк Хоугън, Крис Беноа и Ренди Ортън. Това са общо 12 пъти печелене на тази титла, което е рекорд за WWE. През февруари 2003 Острието се наранява лошо във врата и прави едногодишна пауза.

### Първична сила (RAW)
След КечМания 20 той се намесва отново активно в събитията в RAW (Първична сила) и печели два пъти заедно с Крис Беноа отборната титла на федерацията.
През юли 2004 той печели интерконтиненталната титла (WWE Intercontinental Championship), поради което не му се дава шанс да спечели и Световната титла в тежка категория (World Heavyweight Championship) – тогавашното най-високо отличие на Първична сила. На КечМания 21 той все пак печели „Money in the Bank – Match“, който му осигурява договор за мач за титлата през следващата година.
Любовният триъгълник (2005)
След контузията на Мат Харди през 2004 г. , Мат поверява приятелката си Лита на един от най-добрите си приятели тогава - Острието. Започвайки съвместни пътувания, Острието се влюбва в Ейми по позната като Лита и така се появяват първите искри между тях. През 2005 г. Мат Харди установява, че приятелката му изневерява с Адам Коупланд по познат като Острието след като открива СМС-и на телефона и. Въпреки, че Мат и прощава първият път, тя продължава изневярата си чрез втори телефон. След като Мат разбира за вторият телефон, побеснява и мигновено гони приятелката си от домът им. Мат започва да разкрива всичко за връзката им с Острието в медийното пространство, след което бе заподозрян дори за хулигански прояви по колата на Острието. От WWE реагират моментално и уволняват Мат Харди и така той губи двете неща, които някога най-много е обичал - работата и приятелката си. В началото на Юли 2005 Харди се появява на няколко пъти извън сценарий атакувайки Острието с истински удари. В крайна сметка заради недоволство от феновете, WWE решават да върнат Мат Харди на работа като правят екранна вражда между тях двамата. 
След брутални мачове помежду им  на Summerslam и Unforgiven 2005, на 3 Октомври двамата излизат в епизод на Първична сила в мач със стълби. Залогът е голям, тъй като загубилият ще трябва да напусне Първична сила. В крайна сметка с помощта на Лита, Острието печели мача и запраща Мат Харди в Smackdown. Така се слага край на враждата им.
Острието срещу Джон Сина
На 8 януари 2006 на турнира Новогодишна революция той използва договора си и побеждава Джон Сина в мач за титлата и по този начин става шампион на WWE за пръв път. По-късно Сина си взима титлата отново и така на няколко пъти в различни мачове тя си мени собственика.
Отбор Rated-RKO

При един мач с DX (D-Generation X), състояща се от Трите Хикса и Шон Майкълс той има за партньор Ренди Ортън.
Освен всичко това те печелят отборната титла на федерацията и по този начин Острието прави рекорда си. По-късно двамата губят титлата си в мач срещу Джон Сина и Шон Майкълс. В началото на април той се опитва да спечели отново Money in the Bank-Match на КечМания 23, но не успява. На 7 май Коупланд печели договора в страничен мач с Мистър Кенеди, поради нараняването на Кенеди, заради което той трябва да напусне федерацията за известно време. През 2010 г. той бива преместен от Разбиване, отново в Първична сила. Там той няколко пъти се опитва да спечели титлата на федерацията, но не успява. Появява се известен спор между Главния Анонимен мениджър на шоуто и Острието, което довежда до преместване отново в Разбиване.

## Разбиване (Smackdown)
На 8 май 2007 по време на Разбиване той прави своята претенция валидна: Гробаря защитава своята титла в тежка категория срещу Дейв Батиста. След мача на ринга се качва Марк Хенри, за да довърши Гробаря, а после се чува музиката на Острието, който иска мач с Гробаря, побеждава го и взима титлата в тежка категория.
По-късно той получава контузия на гръден мускул и трябва да се оттегли отново за известно време. Титлата му се предава в „кралска битка“ между 20 мъже. Победител е Великия Кали.
Завръщането му се осъществява на 18 ноември при Survivor Series. Печели титлата си отново, но по-късно я губи от Джеф Харди.
След тежка контузия Острието се завръща неочаквано на Кралското меле (2010 г.) под номер 29 Острието печели и става победител в Кралското Меле. Той се бие с Крис Джерико в главния мач на Кечмания XXVI за световната титла в тежка категория. Той губи мача, но след това получава шанс за реванш на турнира Екстремни Правила и печели в мач в клетка. Не успява да спечели титлата, тъй като тя бе открадната от ръцете на Крис Джерико, в ръцете на Джак Фукльото. След този турнир, той бива преместен в Първична сила.
След спорът с Главния анонимен мениджър на Първична Сила Острието и отборът на Разбиване побеждават за поредна година на турнира Bragging Rights. След турнира Острието започва вражда със Световния шампион Кейн. Бият се на Survivor Series, но мачът не завършва успешен за Острието, тъй като тушът е отбелязан е за двамата, вследствие на това Кейн запазва титлата си. По-късно Острието получава отново възможност за титлата на TLC в мач Фатална Четворка – Кейн/Рей Мистерио/Алберто Дел Рио/Острието, където Адам печели своята Десета Световна Титла. Успява да я опази още веднъж срещу Кейн, след което започва вражда с Долф Зиглър. Но младият Долф не може да се справи сам срещу Категоризираната Супер Звезда, за това гаджето му, Вики Гереро, която всъщност е и бившата жена на Острието се опитва да вземе титлата на Адам чрез измама. Зиглър тайно напада Главния мениджър Лонг, което води до новия водач на шоуто – Вики. Те се бият на Royal Rumble (2011), където условията за Острието не са добри, тъй като Гереро забранява копието. Но по време на мача Kelly Kelly напада Вики и без тя да разбере Острието забожда копието на Зиглър. По-късно се играе мач – Кели Кели & Острието срещу Долф Зиглър & Лей-Кул, на което Кели забожда копие на Лейла (тъй като копието е отново забранено за Острието) и отново титлата е запазена. Но веднага след мача Вики излиза и уволнява Кели. А на Острието му се налага да запази още един път титлата си в мач срещу Зиглър със специален съдия – самата Гереро, което изглежда почти невъзможно. По време на мача Вики се опитва да направи копието на Острието, но вместо това се блъсва в него и наранява крака си. Острието отново без знанието на Вики прави своето копие, но няма съдиям който да отброи туша, за това Острието забожда Копието още веднъж, но със знанието на Вики. На ринга този път се появява един от гостите на шоуто, който отсъжда отново все още светоен шампион Острието. След седмица се състои 600-тният епизод на Разбиване, което отначало се оказва брутално за Адам. На ринга излиза Вики, която обвинява Адам за нападането на Теди Лонг, но и отнема титлата от шампиона, тъй като тя все пак е видяла Копието върху Долф. След това Гереро уволнява Острието. Но по-късно това шоу по време на коронацията на новия Световен шампион Долф се появява самия Лонг, което излиза голяма изненада за Вики. Зиглър признава, че той е човекът, който го е пребил. И за наказание Лонг определя мач за титлата, където главен претедент за титлата не е кой друг, а самият Острието, който с малко усилия печели отново титлата и става вече 11 кратен Световен шампион. След мача Теди се появява и уволнява Долф, а по-късно и Вики (които биват преместени в Първична сила). Следва турнирът Elimination Chamber, в който Острието трябва да опази титлата срещу Рей Мистерио/Уейд Барет/Кейн/Дрю Макинтаиър/Грамадата. В края на мача остават Рей и Острието, където накрая Рей отнася въздушно копие и Острието успява да опази титлата си в клетката. След мача се появява Дел Рио (победителя на мелето през 2011) и го напада. На помощ на Острието се появява Крисчън, който се завръща след тежка контузия. Започва вражда – Острието & Крисчън срещу Дел Рио, след като Алберто избира да се бие срещу Адам на Кечмания 27. Враждата става голяма, което довежда до забраната на Теди Лонг – Острието и Дел Рио дори нямат право да се докосват до Кечмания. Но все пак на турнира, Острието прави копието на Алберто и опазва титлата си. След турнира се играе мач Крисчън срещу Дел Рио за главен претендент за титлата на Острието на Extreme Rules, където печели Дел Рио. Но плановете коренно се променят. На следващото шоу на Първична Сила Острието излиза на ринга и казва, че на мача на Кечмания е получил трамва в рамената си и във врата (напомняме, че 2003 година Острието си чупи врата), което довежда до напускане на Острието от федерацията завинаги. Адам изнася реч в Първична сила и след това си тръгва. А в Разбиване отсътпва титлата си (което по-късно довежда до вражда между Крисчън и Дел Рио, където Крисчън печели титлата). Всички звезди от Разбиване излизат на ринга и поздравяват Острието за последно `Сбогом`, включително Рей Мистерио, Чаво Гереро, Трите Хикса и Кейн, който прегръщат Острието. Майка му също присъства в шоуто. След седмица Дел Рио прави парти за напускането на Острието като му подарява старинен часовник, памперс, бастун за старци, количка за инвалиди и дори се появява дебела жена, представяща се за Лита. Алберто говори, когато изведнъж се появява и Адам, който казва, че никой човек не би пропуснал партито за напускането му. Алберто изпраща своя помощник Brodus Clay да пребие Острието, но Крисчън се появява и пребива всички. На турнира Extreme Rules (2011) Крисчън и Дел Рио се бият за титлата. Острието се появява с голф количка и помага на Крисчън за победата. Това е последният път, когато виждаме Острието в Световната федерация.
През 2012 година, Адам официално е въведен в Залата на Славата от дългогодишния си най – добър Крисчън. Виждаме Още веднъж се появява през 2012 преди турнира Extreme Rules, за да каже на Джон Сина да се стегне и да победи Брок Леснър на самия турнир което по-късно става реалност. След това Острието се повява в „Първична сила“ и прави своят сегмент с Даниел Браян и световния шампион Ренди Ортън. Накрая Браян и Ортън се сбиват, а след няколко седмици Острието говори за Ренди и Трите хикса, само че двамата се появяват и Трите хикса казва, че ще нарани, някой обичан от Адам. След това няколко кечиста изкарват пребития Крисчън. През 2014 Острието и Крисчън правят своето шоу със Сет Ролинс, Грамадата и охранителите J и J. Сет иска на ринга да излезе Джон Сина, само че Сет се вбесява и удря Крисчън с куфарче, Острието бута Ролинс, само че Грамадата го хваща за врата и Ролинс слага крак върху врата на Адам, след което се появява и Сина. Сет казва, че ще счупи врата на Острието, само че Джон напада и бива пребит.

## Завръщане в WWE (2020 – 2023)
През 2020 г. на турнира Кралско Меле, Острието влиза в мача за мъже на позиция номер 21, последвана от най-шумната реакция на публиката в шоуто, състезавайки се в първия си професионален кеч мач след деветгодишно пенсиониране. Той елиминира трима участници, включително бившия си съотборник Ренди Ортън, преди да бъде елиминиран от Роман Рейнс. Следващата вечер на Първична Сила, Острието бива атакуван от Ортън, което доведе до мач между тях „Последният оцелял“ на втората вечер на Кечмания 36 на 5 април, който Острието спечели. Имаха още един мач на Ответен Удар на 14 юни, където Ортън победи. По време на мача Острието получава скъсан трицепс и беше съобщено, че контузията ще го отстрани от четири до осем месеца. След седеммесечна пауза Острието се завърна в епизода на Първична Сила на 25 януари 2021 г., където той обяви, че ще участва в мача Кралско Меле 2021, който спечели, след като влезе първи, като последен елиминира Ортън. С тази победа, Острието стана осмият човек, спечелил два пъти мача Кралско Меле, третият, който го спечели от позиция номер едно, и първият, който го спечели, след като беше въведен в Залата на славата на WWE. На следващата вечер на Първична Сила, Острието, с помощта на Алекса Блис, победи Ортън, за да сложи край на враждата им.
В „Елиминационна Клетка“ на 21 февруари, Острието атакува универсалния шампион на WWE Роман Рейнс с копие, вземайки решение да се изправи срещу него на Кечмания 37. На „Бърза Лента“ на 21 март, Острието атакува Даниел Брайън, коствайки му титлата. В епизода от 26 март на Разбиване, Брайън беше добавен към мача, което го направи мач с тройна заплаха. На втората вечер на Кечмания 37 на 11 април, Острието в крайна сметка загуби мача от Рейнс след помощта на Джей Усо, като по този начин стана първият човек, спечелил два пъти „Кралско Меле“ и загубил и двата шампионатни мача на Кечмания. След двумесечна пауза Острието се завърна в епизода на 25 юни на Разбиване, атакувайки Рейнс и Джими Усо. На следващия ден в Talking Smack е обявено, че Острието ще се изправи срещу Рейнс за универсалната титла в „Договора в куфарчето“. На „Договора в куфарчето“ на 18 юли, Острието не успя да спечели титлата поради намесата на Сет Ролинс.
През следващите седмици Острието и Ролинс продължават да се конфронтират и атакуват един друг до епизода на 6 август на Разбиване, където Острието предизвиква Ролинс на мач на SummerSlam, който Ролинс приема. На SummerSlam на 21 август, Острието победи Ролинс чрез събмишън. Като част от проекта за 2021 г., Острието беше избран за марката Първична Сила. На 8 октомври, в епизод на Разбиване, Острието предизвика Ролинс на Hell in a Cell мач в Crown Jewel, след като Ролинс нахлу в къщата му предходната седмица. В Crown Jewel на 21 октомври, Острието впоследствие побеждава Ролинс, за да сложи край на тяхната трилогия. Острието се завърна в епизода на 29 ноември на Първична Сила, където се изправи срещу Миз. Следващата седмица в Първична Сила, след друг разгорещен словесен разговор между двамата по време на телевизионен сегмент на Миз, Миз предизвика Острието на мач в „Ден 1“, като Острието прие. В „Ден 1“ на 1 януари 2022 г. Острието победи Миз с помощта на съпругата си, Бет Финикс. В „Кралско Меле“ на 29 януари, Острието и съпругата му Бет Финикс победиха Миз и Марис в смесен отборен мач.

#### Сюжет с „Денят на Страшния съд“ (2022 – настояще)
На 21 февруари в епизода на Първична Сила, Острието размишлява върху всички моменти от Кечмания в кариерата си и след това той отправи открито предизвикателство за Кечмания 38. Следващата седмица в Първична Сила неговото предизвикателство беше прието от Ей Джей Стайлс, но Острието яростно го атакува, обръщайки се heel за първи път от 2010 г. По време на натрупването на Кечмания, Острието дебютира с ново излизане и нова песен, The Other Side на Alter Bridge. На втората вечер на Кечмания 38 на 3 април, Острието победи Стайлс след разсейване от Деймиън Прийст. Острието формира групировка с Прийст, наречена „Денят на Страшния съд“, където Острието твърди, че ще унищожи всеки, който не се вписва в тяхната „Планина на всемогъществото“. На „Кечмания Ответен Удар“ на 8 май, Острието победи Стайлс с помощта на Риа Рипли, която стана най-новият член на „Денят на Страшния съд“. В Hell in a Cell на 5 юни, „Денят на Страшния съд“ победиха Стайлс, Фин Балър и Лив Морган в отборен мач от шест души със смесен етикет. На следващата вечер в Първична Сила, Острието представи Балър като най-новия член на „Денят на Страшния съд“. Почти веднага Балър, Прийст и Рипли внезапно се обърнаха срещу лидера си, атакувайки Острието със столиране, за да го разкарат и изритат от групата.
На SummerSlam на 30 юли, Острието се завърна, за да помогне на „Мистериотата“ (Рей и Доминик) да спечелят своя мач без дисквалификация срещу „Денят на Страшния съд“, затвърждавайки неговият face turn. Той също се завърна с оригиналната си тематична песен Metalingus от Alter Bridge в следващия епизод на Първична Сила. В „Clash at the Castle“ на 3 септември, Острието си партнира с Рей Мистерио за първи път от близо 20 години, за да победят „Денят на Страшния съд“. След мача обаче Доминик атакува Острието с low blow и след това отправи саблен удар на баща си Рей, за да може Доминик да стане новият член на „Денят на Страшния съд“, оставяйки всички фенове в абсолютен шок. На „Екстремни Правила“ на 8 октомври, Острието беше победен от Балър в мач „Отказвам се“ след намеса от „Денят на Страшния съд“. След като каза „Отказвам се“, Рипли нападна съпругата му, Бет Финикс (която също се намеси по време на мача от негово име), с жестоко столиране, като я нарани тежко и така Острието претърпя първата си загуба през 2022 г. След тримесечна пауза, Острието се завърна в „Кралското меле“ на 28 януари 2023 г. под номер 24, елиминирайки Балър и Прийст, преди да бъде елиминиран от тях след разсейване от Доминик Мистерио. В „Елиминационна клетка“ на 18 февруари, Острието и Бет Финикс победиха Балър и Риа Рипли в смесен отборен мач въпреки намесата на Доминик. На пресконференция след събитието Острието отговори на откритото предизвикателство на Остин Тиъри за титлата на Съединените щати, отбелязвайки първата му възможност за титла след Money in the Bank през 2021 г. В следващия епизод на Първична сила, Острието не успя да спечели титлата след намеса от Балър. На втората вечер на КечМания 39, Острието победи Балър в мач в Адската клетка, като Балър получи нараняване, след като беше ударен от стълба, хвърлена от Острието, и трябваше да получи медицинско лечение на ринга.
Като част от драфта на WWE 2023, Острието беше преместен в шоуто Разбиване. На 12 май в епизод на Разбиване, Острието се изправи срещу Рей Мистерио и Ей Джей Стайлс в мач в тройна заплаха от първия кръг на турнира за Световната титла в тежка категория, който беше спечелен от Стайлс. На 7 юли в епизода на Разбиване, Острието се завърна и беше интервюиран от Грейсън Уолър в шоуто му The Grayson Waller Effect. След това Острието се изправи срещу Уолър в дебютния мач на Уолър, който Острието спечели. На 18 август в епизода на Разбиване, който отпразнува неговите 25 години с WWE, Острието победи Шеймъс в родния му град Торонто, което щеше да бъде последният му мач за WWE. Той напуска федерацията, когато договорът му изтече на 30 септември.

## All Elite Wrestling (2023 – настояще )
На 1 октомври 2023 г. Коупланд дебютира в All Elite Wrestling (AEW) в края на турнира WrestleDream под истинското си име, спасявайки Стинг и Дарби Алин от атака на Крисчън Кейдж, Лучазавър и Ник Уейн. По време на пресконференцията след събитието беше разкрито, че Коупланд е подписал договор на пълен работен ден с AEW. Освен това е потвърдено, че той ще направи своя дебют в Dynamite на 4 октомври, за да се обърне към появата си на WrestleDream с първия си AEW мач, насрочен за специален Dynamite във вторник вечер, наречен Title Tuesday, на 10 октомври срещу Лучазавър, който той спечели. На Full Gear Коупланд, Стинг и Алин с Рик Флеър победиха Кейдж, Лучазавър и Ник Уейн. След като победи Ник Уейн и Лучазавър (който Кейдж преименува на Килсуич след загубата на Full Gear), Коупланд предизвика Кейдж за титлата на TNT. На 6 декември в епизода на Dynamite, Коупланд не успя да спечели титлата на TNT от Кейдж, след като Шейна Уейн (майката на Ник Уейн) го удари с титлата в отмъщение за това, че направи столиране на Ник. На Worlds End Коупланд победи Кейдж в мач без дисквалификация, за да стане новият шампион на TNT, първата му титла в AEW. Въпреки това Килсуич, който спечели претендентско място за титлата на TNT по-рано същата вечер, даде на Кейдж претендентското място за титлата, за да си върне титлата на TNT, слагайки край на управлението на Коупланд за три минути и отбелязвайки неговото управление като най-краткото в историята на титлата на TNT. След враждуване и мач срещу Малакай Блек, Адам чупи кракът си след скок от стоманената клетка и отсъства до края на годината. На 28 декември 2024 г. се завръща за да помогне на отбора FTR срещу Джон Моксли и компания. В началото на 2025 променя сценичното си име в AEW на "Cope".

## В кеча
Хватки от арсенала му
- Копие (Spear) Острието прави „Копие“ на Мистър Кенеди
- Острокатор (Edgecator)
- Столиране (One man con-chair-to)
- ДДТ „Остра екзекуция“ (DDT „Edgecution“)
- Големият ботуш (Big boot)
- Падащ лист (Dropkick)
- Руско спъване на коня (Russian leg Sweep)
- Булдог (Bulldog)
- Саблен удар (Clothesline)Острието прилага „Острокатор“ на СМ Пънк
- Флапджак (Flapjack)
- Гърботрошач (Backbreaker)
- Вратотрошач (Neckbreaker)
- Студеното оръжие (Stun gun)

Мениджъри
- Гангрел
- Тери Рунелс
- Лита
- Вики Гереро

Прякори
- Категоризираната суперзвезда
- Великият опортюнист
- Майсторът на манипулациите
- Г-н „Договорът в куфарчето“
- Деймън Страйкър
- Секстон Хардкасъл
- Конквистадор Уно

Специалност
- Маси, Стълби и Столове (Tables, Ladders and Chairs)

Въвеждаща музика
- „You Think You Know Me“ от Джим Джонсън (1998 – 1999)
- „On the Edge“ от Джим Джонсън (1999 – 2001)
- „Never Gonna Stop“ от Роб Зомби (2001 – 2004)
- „Metalingus“ от Alter Bridge (2004 – )
- „The Other Side“ на Alter Bridge (2022)

## Титли и постижения

#### World Wrestling Entertainment (WWE)
- Шампион на WWE (4 пъти)
- Световен шампион в тежка категория (7 пъти)
- Шампион на Съединените щати на WCW (1 път)
- Интерконтинентален шампион на WWE (5 пъти)
- Световен Отборен шампион (12 пъти) – с Крисчън (7), Хълк Хоган (1), Крис Беноа (2), Ренди Ортън (1) и Крис Джерико (1)
- Отборен шампион (2 пъти) – с Рей Мистерио (1) и Крис Джерико (1)
- Крал на ринга (2001)
- Г-н Договора в куфарчето (2005)
- Кралско меле (2010, 2021)
- Зала на славата (2012)

#### All Elite Wrestling (AEW)
- Шампион на TNT (2 пъти)